# Siegestor

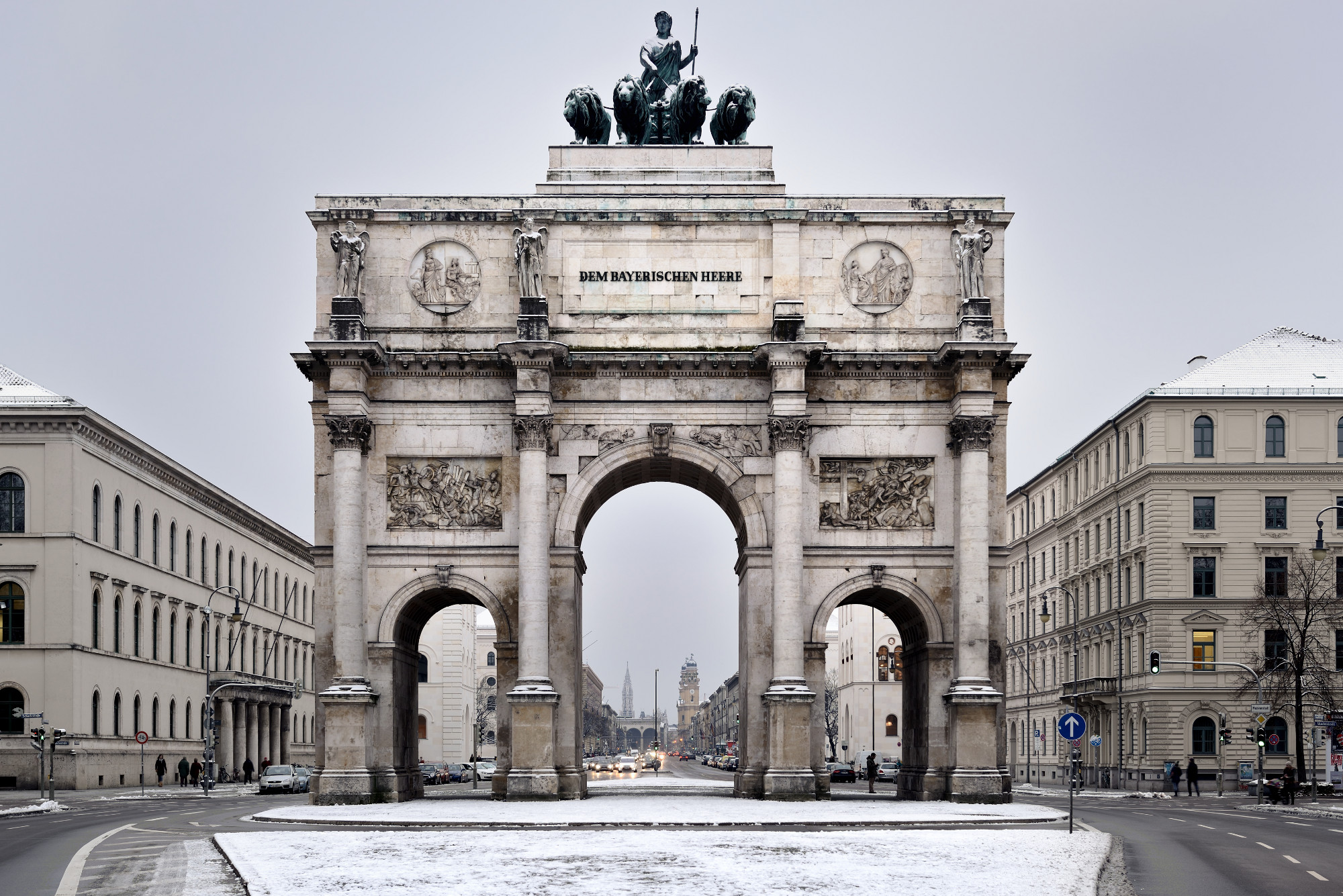
O Siegestor em Munique (2013)

O Siegestor (em português: Portão da Vitória) em Munique é um arco memorial de três arcos, coroado com uma estátua da Baviera com uma quadriga de leões. O monumento foi originalmente dedicado à glória do exército bávaro. Desde sua restauração após a Segunda Guerra Mundial, agora é um lembrete para a paz.
O Siegestor tem 21 metros de altura, 24 m de largura e 12 m de profundidade. Está localizada entre a Universidade Ludwig Maximilian e a Ohmstraße, onde termina a Ludwigstraße (sul) e a Leopoldstraße (norte). Assim, fica na fronteira entre os dois distritos de Munique de Maxvorstadt e Schwabing.

## História

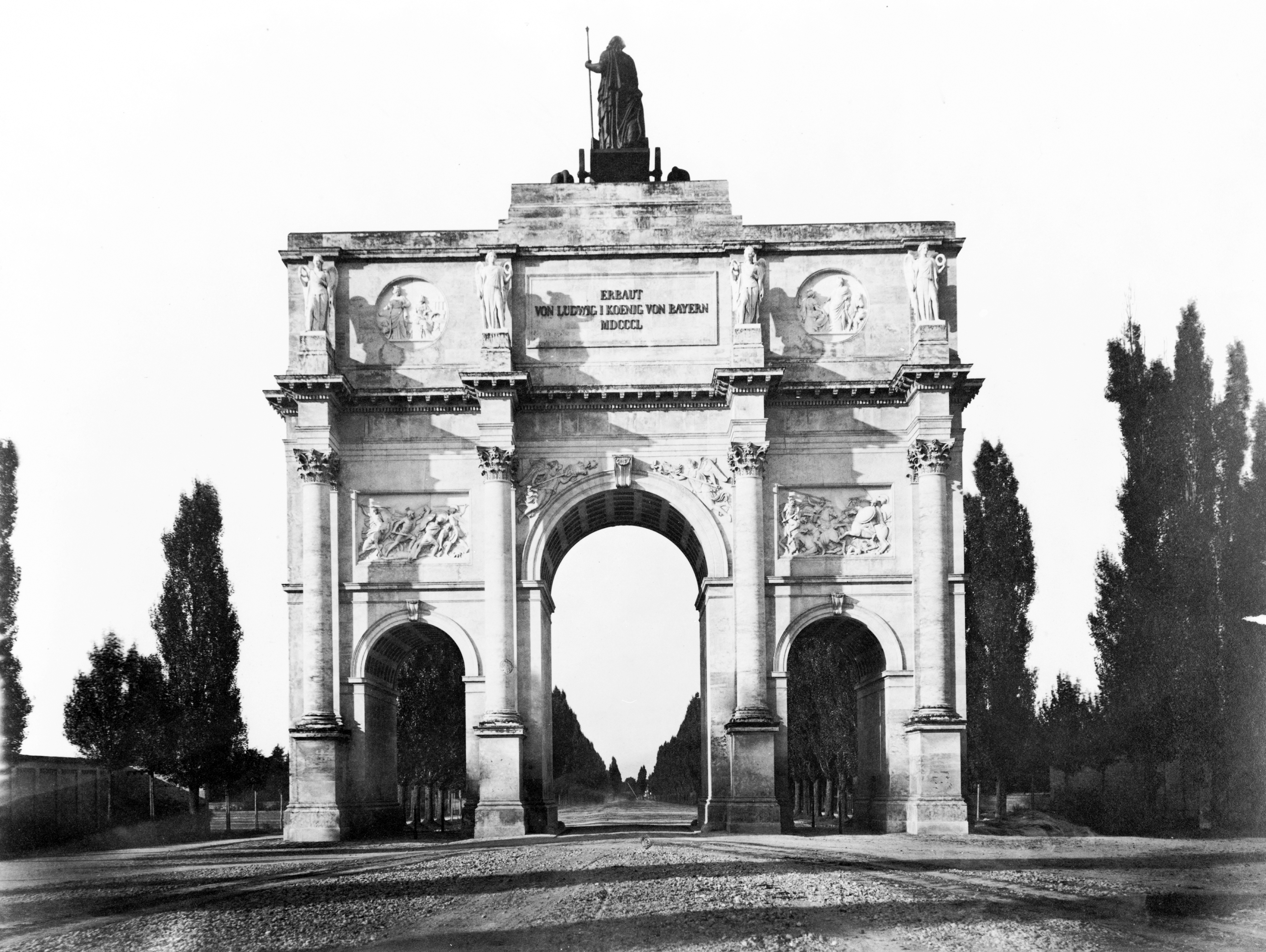
Siegestor, c. 1875

O arco foi encomendado pelo rei Luís I da Baviera projetado por Friedrich von Gärtner e concluído por Eduard Mezger em 1852. A quadriga de mármore foi esculpida por Johann Martin von Wagner, artístico de Ludwig e professor da Universidade de Würzburg.  Os leões provavelmente eram usados na quadriga, em vez dos cavalos, porque o leão era uma carga heráldica da Casa de Wittelsbach, a família governante da monarquia bávara.
O arco foi originalmente dedicado à glória do exército bávaro (Dem Bayerischen Heere). Hoje, o Siegestor é um monumento e um lembrete da paz. Depois de sofrer grandes danos na Segunda Guerra Mundial, ele deveria ser demolido em julho de 1945, no entanto, o arco foi reconstruído e restaurado apenas parcialmente de maneira semelhante à conservação da Kaiser-Wilhelm-Gedächtniskirche em Berlim. A nova inscrição no verso de Wilhelm Hausenstein diz Dem Sieg geweiht, vom Krieg zerstört, zum Frieden mahnend, "Dedicado à vitória, destruído pela guerra, pedindo a paz". No início do século 21, as estátuas restantes foram meticulosamente limpas e restauradas.

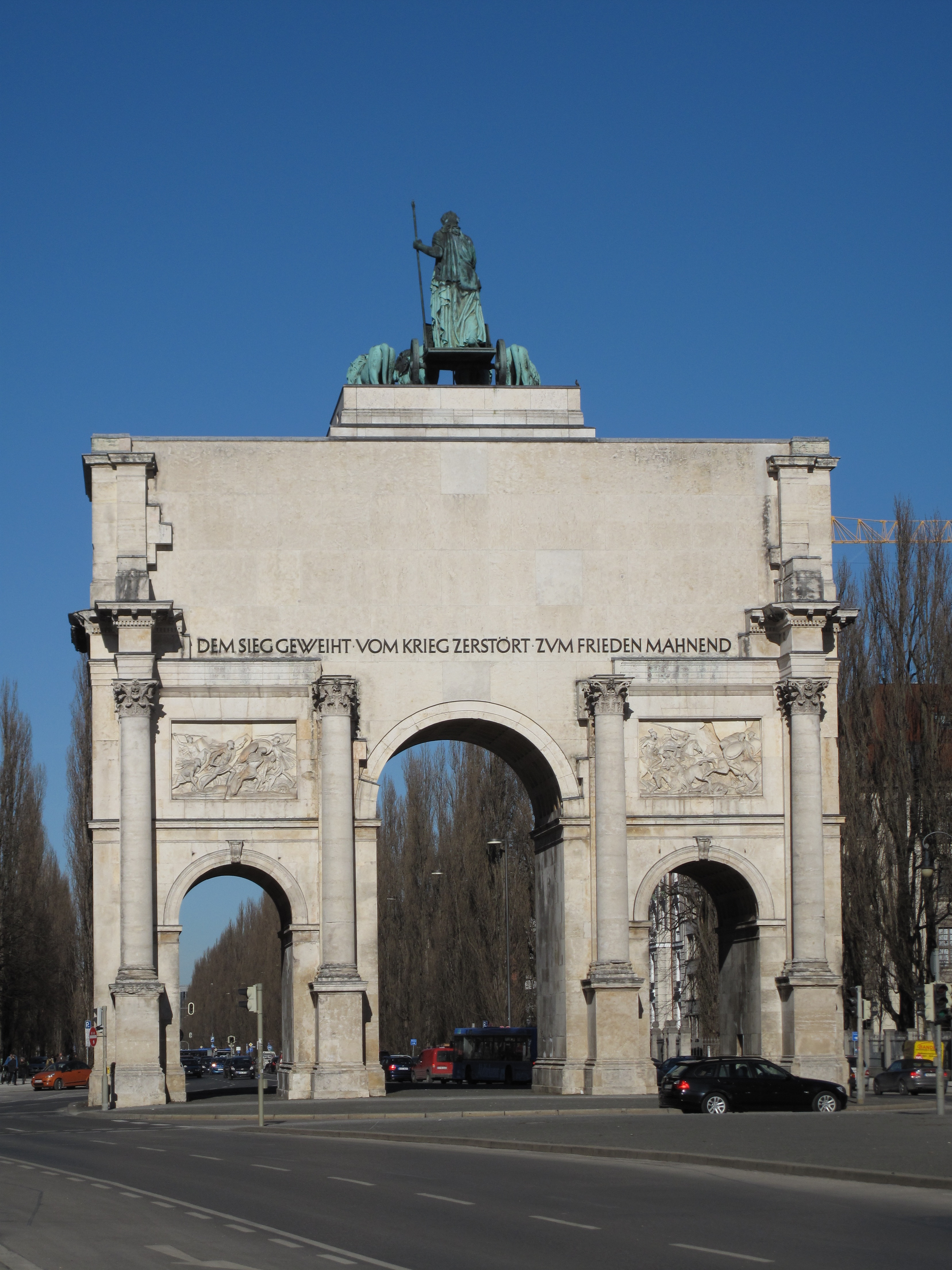
Na parte de trás de Siegestor, mostrando a inscrição "Dedicado à vitória, destruído pela guerra, pedindo paz"

## Na cultura popular
Na nona temporada de The Amazing Race, o Pit Stop final da terceira etapa (uma perna de comprimento duplo) foi em frente ao monumento, onde a última equipe a chegar foi eliminada da The Amazing Race.